# امان‌الله اردلان (عزالممالک)
امان‌الله خان اردلان (۱۲۶۳ تهران – ۱۳۶۶ تهران) ملقب به حاج عزالممالک، قانونگذار، سیاستمدار و دولتمرد دوره‌های قاجار و پهلوی بود. کتاب خاطرات او  زندگی در دوران شش پادشاه شامل بخشهای مهمی از تاریخ ایران است. پسرش ابوالفتح اردلان موسس و مدیر عامل شرکت صنایع الکترونیک ایران بود.

## خانواده و تحصیلات
ببینید: برادران اردلان
پدرش ابوالحسن خان فخرالملک اردلان و مادرش عباسه خانم ملقب به حاجیه والیه، دختر عبدالصمد میرزا عزالدوله فرزند محمد شاه قاجار بود.

## فعالیتهای سیاسی و اجرائی
او در سال ۱۲۸۸ نایب‌الحکومه (فرماندار) دزفول شد و در همان سال به نمایندگی از این شهرستان به دوره دوم مجلس شورای ملی راه یافت. وکیل‌الرعایا نماینده همدان به اعتبارنامه اش اعتراض کرد، به این دلیل که باور داشت او به سن قانونی برای نمایندگی مجلس (سی سال تمام) نرسیده و همچنین، انتخابش از شهری که فرماندارش بوده، در صحت انتخابات تردید ایجاد می‌کند اما مجلس پس از تحقیقاتی این اعتراضها را وارد ندانست و در شانزدهم اردیبهشت ۱۲۸۹ به اعتبارنامه او رأی داد.
عزالممالک در دوره سوم مجلس شورای ملی به نمایندگی از کرمانشاه عضویت داشت. با وقوع جنگ جهانی اول که مجلس تعطیل شد، در شمار مهاجرین درآمد و در حکومت موقت و در تبعیدی که رضاقلی خان نظام‌السلطنه در کرمانشاه تشکیل داد، وزیر فوائد عامه و تجارت بود. پس از بازگشت به وطن در دوره پنجم مجلس شورای ملی بار دیگر به نمایندگی از دزفول به به مجلس رفت. در اردیبهشت ۱۳۰۳ در کابینه  سردار سپه به وزارت فوائد عامه و تجارت رسید اما در شهریور همان سال با ترمیم کابینه، دولت را ترک گفت.
اردلان در دوران رضا شاه به ترتیب حاکم استرآباد (گرگان)، لرستان و بروجرد، بنادر جنوب، استاندار کرمان و آذربایجان (شرقی و غربی) شد. در شهریور ۱۳۲۰ که ارتش انگلیس از جنوب و شوروی از شمال وارد ایران شد، اردلان استاندار آذربایجان بود. او محل مأموریت خود را ترک کرد و به تهران رفت. بعدها این موضوع همیشه علیهش مطرح و او متهم می‌شد که در آن شرایط حساس، فرار کرده، اما خودش در نطقی در مجلس این اتهام را رد کرد و گفت: «من نمی‌توانستم چکمه به گردن بیندازم، قرآن به دست بگیرم و در مقابل یک قشون مهاجم تسلیم بشوم. دولت به من امر داد که تخلیه بکنید. هر مأموری مکلف بود اطاعت بکند».
اردلان پس از بازگشت به تهران، حکم استانداری آذربایجان غربی را دریافت کرد و راهی رضائیه شد. سپس به ترتیب استاندار اصفهان، مدیرکل وزارت دارایی، رئیس کل خواربار کشور و معاون وزارت دارایی شد و مهذب‌الدوله کاظمی وزیر دارایی در ۲۲ مهر ۱۳۲۱ او را با این سمت به مجلس شورای ملی معرفی کرد.

## فروش سکه‌های طلای خزانه
در دوران معاونت اردلان در وزارت دارایی، وضعیت مالی ایران بحرانی بود و به سبب شرایط جنگی در جهان و حضور نیروهای بیگانه در کشور، دولت پی در پی اسکناس چاپ می‌کرد تا نیاز متفقین به نقدینگی را رفع کند. این روند و همچنین گرانی به تورم سرسام آوری انجامیده و ارزش پول ملی بشدت افت کرده بود.
قوام‌السلطنه نخست‌وزیر، برای سامان بخشیدن به وضع مالی کشور، آرتور میلسپو مستشار آمریکایی را برای دومین بار به ایران دعوت کرد. کاظمی وزیر دارایی بر سر اختلاف با میلسپو استعفا داد. اردلان برای اینکه دولت بتواند بهای ارز و طلا را در بازار کنترل کند لایحه‌ای تدوین کرد که در عین اینکه تا زمان عادی شدن وضعیت اقتصاد کشور، جلو تبدیل اسکناس به طلا و نقره و خروج پشتوانه پول را از خزانه می‌گرفت، به دولت اجازه می‌داد سکه‌های طلای موجود در خزانه کشور را که عمدتاً مربوط به زمان جنگ جهانی اول و ارزهای روسی، انگلیسی و عثمانی بودند در بازار به فروش رساند تا بتواند بهای طلا و ارز را در بازار کنترل کند و به جای این سکه‌ها شمش طلا بگذارد.
این لایحه در مجلس مخالفت برانگیخت و ابوالقاسم نراقی نماینده کاشان برای اینکه جلو فروش سکه‌ها را بگیرد، با حمایت شصت نماینده مجلس، هم تبصره‌ای بر لایحه اردلان افزود که فروش سکه‌ها را ممنوع می‌کرد و هم با نهادن طرحی دو فوریتی در دستور کار مجلس، تعیین رئیس بانک ملی را که مسئول نقدینگی و چاپ اسکناس در کشور بود، در اختیار مجلس می‌گذاشت.
دکتر میلسپو نامه‌ای به احمد قوام نوشت و نسبت به پیامدهای تصمیم مجلس در مورد بانک ملی هشدار داد و آن را به صلاح ندانست. احمد قوام با خشم و اعتراض به مجلس رفت و در جلسه‌ای پرتنش سرانجام موفق شد رأی‌گیری مجلس را به هر دو طرح عقب بیندازد. اما سرانجام سه روز بعد (در ۲۴ بهمن) قوام استعفا داد و دولت علی سهیلی روی کار آمد و سرانجام مجلس راضی شد هم از طرح خود در مورد بانکی ملی دست بکشد و هم لایحه اردلان را تصویب کند.

## وزیر بهداری
اردلان در کابینه علی سهیلی وزیر بهداری شد. او در شرایطی وزیر بهداری شد که ایران از سویی با بیماری‌های همه‌گیر بویژه تیفوس دست به گریبان بود و از سوی دیگر با کمبود شدید دارو. اردلان برای تأمین دارو لایحه تأسیس «شرکت دولتی دارو» را به مجلس داد تا با یک میلیون تومان وام از بانک ملی و استفاده از ذخائر داروی موجود در انبار دولت این شرکت را راه برای تأمین دارو به راه بیندازد. به پیشنهاد دکتر لقمان‌ادهم نماینده تهران و دکتر طاهری نماینده یزد، نام این شرکت، «بنگاه دارویی کشور» گذاشته شد و مجلس در هجدهم اسفند ۱۳۲۱ به تأسیس آن رأی داد.

### مایه‌کوبی اجباری
اقدام مهم دیگر اردلان راه‌اندازی نخستین طرح مایه‌کوبی اجباری و همگانی در سراسر کشور بود. با لایحه‌ای که در سوم مهر ۱۳۲۲ به تصویب مجلس رساند، مأموران وزارت بهداری می‌توانستند افراد بیمار را اجباراً بستری کنند و برای ضدعفونی وارد خانه‌های مردم شوند.

## وزیر پیشه و هنر و بازرگانی
در دولت ساعد مراغه‌ای که پس از سهیلی روی کار آمد، اردلان وزیر پیشه و هنر و بازرگانی شد. سهام‌السلطان بیات که پس از ساعد روی کار آمد، اردلان را وزیر دارایی کرد. پس از پایان کابینه بیات، اردلان سمت دولتی نداشت و کوشید در انتخابات دوره پانزدهم در سال ۱۳۲۵ به مجلس برود اما مداخله قوام‌السلطنه نخست‌وزیر وقت در انتخابات که می‌کوشید مجلسی هماهنگ با خود تشکیل دهد تا نقشه‌اش را برای بازگرداندن آذربایجان به ایران پیش ببرد، مانع شد. اردلان هم با معترضانی به رهبری دکتر مصدق همراه شد که به دربار شکایت کردند و متحصن شدند. اما شاه حاضر نشد آن‌ها را بپذیرد و انتخابات به خواست قوام پیش رفت.

## وزیر دادگستری و  وزیر راه
اردلان پس از شکست تحصن، به زیارت عتبات در عراق رفت و پس از بازگشت بیکار بود تا اینکه دولت قوام سقوط کرد و او در کابینه دوم حکیم‌الملک وزیر دادگستری و در کابینه سوم او وزیر راه شد. هشت روز پیش از آن‌که کابینه حکیم‌الملک در هجدهم خرداد ۱۳۲۷ سقوط کند، حکم استانداری فارس را دریافت کرد و راهی شیراز شد.

## نمایندگی سنندج
عبدالحسین هژیر پس از ابراز تمایل مجلس به سمت نخست وزیری، اردلان را در اول تیر به عنوان وزیر دارایی به مجلس معرفی کرد اما او نپذیرفت و در شیراز ماند. بهار سال بعد در مجلس مؤسسان دوم قانون اساسی، نمایندگی سنندج را به عهده گرفت. در این مقطع اردلان با سپهبد رزم‌آرا رئیس ستاد ارتش همراه شده بود

## وزیر کشور
در پنجم اردیبهشت ۱۳۲۹ منصورالملک او را به عنوان وزیر کشور کابینه خود به مجلس معرفی کرد. با سقوط دولت منصور در پنجم تیر ۱۳۲۹ اردلان هم کنار رفت تا دوباره رزم‌آرا در سی‌ام آبان آن سال او را به عنوان وزیر کشور معرفی کرد.

## نمایندگی مجلس و سنا
پس از کودتای ۲۸ مرداد اردلان در دوره‌های هجدهم و نوزدهم مجلس شورای ملی از حوزه انتخابیه سنندج به مجلس راه یافت و در سال ۱۳۳۷ به مدت دو سال سفیر ایران در عراق و سپس استاندار آذربایجان شرقی شد. واپسین سمت او پیش از انقلاب سناتور انتصابی دوره هفتم مجلس سنا از رضائیه و نایب رئیسی آن مجلس بود. در طول حیات سیاسی اش چهار بار نیز امیرالحاج شد.

## زندگی شخصی و مرگ
امان‌الله اردلان از شاگردان نقاشی کمال‌الملک بود. او دوبار ازدواج کرد. نخست با نزهت‌الدوله دختر مجدالدوله و بار دوم با روشنک دختر قهرمان میرزا عین‌السلطنه. او در سال ۱۳۶۶ در تهران درگذشت و در مقبره خانوادگی اعتضادالسلطنه در حرم شاه عبدالعظیم به خاک سپرده شد.